# Eric Millegan
Eric Millegan  (ur. 25 sierpnia 1974 w Hackettstown w stanie New Jersey) – amerykański aktor filmowy i telewizyjny.
Ma piątkę rodzeństwa – trzech braci (Jeffrey, Brantly, Patrick) i dwie siostry (Lisa, Colleen). Studiował na University of Michigan.
W 2000 roku grał Apostoła w musicalu Jesus Christ Superstar w Broadwayowskiej produkcji Gail Edwards i był obsadzony jako dubler do roli Szymona Zeloty. Musical wystawiono w Fords Center for the Performing Arts (zwane obecnie jako Hilton Theatre). 
Jest gejem.

## Filmografia
- The Phobic (2006) jako Reed Jenkins
- Kości (Bones) (2005) jako dr. Zackary Uriah Addy
- On_Line (2002) jako Ed Simone
- Prawo i porządek: Zbrodniczy Zamiar (Law & Order: Criminal Intent) (2001) jako Eddie Dutton (gościnnie)
- Curb Your Enthusiasm (2000) jako Dostawca (gościnnie)